# 牙狼-GARO- -魔戒ノ花-
『牙狼〈GARO〉 -魔戒ノ花-』（ガロ まかいのはな）は、2014年4月よりテレビ東京系列で放送された日本の特撮テレビドラマ作品。全25話。

## 概要
牙狼〈GARO〉シリーズの第4期テレビ作品。冴島家の直系である雷牙を主人公に、原点回帰として1話完結の物語をベースとしつつ、歴代最強とされる黄金騎士が描かれる。また、話によっては第3期までの要素を組み込んだオマージュや続編のような内容も描かれる。ゲストの名前が前作までと違いほとんどカタカナ表記になっている。
ファミリー劇場では、本編前後にゲストインタビューやスタッフ&キャストによるトークで構成されるオリジナルミニ番組『魔戒指南』を含めたオリジナルパッケージ放送を行っている。
スターチャンネルでは、イベントの紹介特番が不定期に放送されている。

## 制作
公式で初めて鋼牙の息子・雷牙が登場したのは、2007年に出版された『魔戒騎士列伝 鋼の咆哮』であり、映画『RED REQUIEM』でも主役になる可能性があった。
本作では、冴島雷牙の両親の素性が明かされないが、雨宮慶太の中では父は冴島鋼牙という設定はあったものの、名前を出してしまうと視聴者が小西遼生の顔を思い浮かべてしまうと考えたため、「雷牙の父」「お父さん」というだけに留めている。撮影時、雨宮慶太は中山麻聖に父親の素性が不明なことを念押ししていたという。
マユリはもともと、人間とホラーのハーフという設定でアクションも行う予定であり、マユリ役の石橋菜津美も3週間のアクションのレッスンやワイヤーアクションの練習も受けたが、設定が変更されたため実際の撮影ではほとんど動かなかったという。
雨宮慶太が、中山麻聖を冴島雷牙役に選んだ理由は、普通の好青年に見えるが、闇を抱えている印象を受けたこと。明るさの中に複雑なものが見える影のようなものがキャラクターにリンクすると確信したと語っている。
四道役の大杉漣は、蛍雪次郎がレギュラー出演している番組だからという理由で出演をOKしたという。
第9話「飼育」は、女性の裸体が多く登場するためにテレビ東京から放送を見送られそうになったが、映像を修正することで同局や系列局での放送が可能となった。ファミリー劇場とスターチャンネルでは無修正の映像に新たな処理を加えた、ディレクターズカット版で放送された。

## ストーリー
石板に封じられていた古の魔獣・エイリスが、何者かの手によって共に封印されていた9体のホラーと共に解き放たれた。黄金騎士牙狼の称号を継ぐ若き魔戒騎士・冴島雷牙は、元老院から派遣されたマ号ユリ型魔導具の少女・マユリと共にエイリスの再封印に挑む。エイリスとは無関係に出没するものも含み、出没する多数のホラーを討伐していく中、幻影騎士吼狼の称号を継ぐ若き魔戒騎士・クロウも派遣されて雷牙たちに加勢するが、クロウはエイリスの封印の破壊に魔戒法師が関わっていることを察知していた。

## 登場人物
冴島 雷牙（）/黄金騎士牙狼
黄金騎士ガロの称号を受け継ぐ、冴島家直系の魔戒騎士。
青の管轄に所属し、守りし者として陰我を断ち斬る。中国武術に似た拳術を用い、魔戒剣（牙狼剣）の戦闘スタイルでは赤鞘も武具の一部として使用するのが特徴。歴代黄金騎士の中でも最強と言われ、修行を始める前から独自の鍛練を積んでいたこともあり、師である零と互角の戦いをしている。
その強さと同時に人懐っこさと優しさも併せ持っており、マユリからは「優しすぎる」と評されている。また、几帳面な性格の持ち主であり、ゴンザの話によると、居間の椅子の位置取りがきちんと整理されていないと落ち着かないらしい。
父は先代ガロ・冴島鋼牙、母はカオルと思われるが、本編中では明確な描写はない。しかし、2016年に放送された『牙狼-GARO- -阿修羅-』や『牙狼〈GARO〉-月虹ノ旅人-』では、鋼牙とカオルが両親であることが明言された。雷牙が6歳のころ、母は目の前で異空間に引きずり込まれ、父も彼女を救うためにそこへ旅立ったことが、ゴンザの話から明らかとなっている。それ以降は零を師として魔戒騎士の修行を積み、ゴンザに支えられながら育ってきた。スケッチを嗜むが腕前は散々で、ゴンザの絵を描いているところをマユリに「それはホラーか？」と尋ねられたほどである。
元老院がマユリのことをただの魔導具と見なしているのに対し、雷牙はマユリのことを人間と見なして接しており、その姿はマユリだけでなく、クロウやジイルなど多くの人間に影響を与えている。
エイリスと対峙した際に両親の消失の真相を知って怒りに燃えるが、その直後にエイリスに鎧召還の残り時間を奪い尽くされ、心滅獣身に変貌させられてしまう。そのまま暴走状態に陥り、自身を救おうと立ち向かったクロウとエイジを追い詰めたが、マユリが落とした鈴の音色で正気を取り戻し、心滅獣身を克服して光覚獣身牙狼への変化を遂げ、エイリスを葬り去った。その後、ホラーの思念が目覚めたことで命の危機に瀕したマユリを救うために媚空の術でマユリの自我へ侵入し、ホラーの思念を断ち切ってマユリを救った。
- コートは雷牙を演じる中山をイメージしており、鋼牙のものよりシャープなイメージでデザインされ、アシンメトリーのようなデザインと突起が多くなっている。

魔導輪ザルバ
かつては鋼牙とその父・冴島大河が着けており、今は雷牙が着けている意思を持つ指輪。
歴代の黄金騎士と共に数々の激戦を潜り抜けてきた、ガロの相棒的存在である。本作品では眼の色が赤色から黒色に戻っている。
クロウ/幻影騎士吼狼
特定の管轄に所属せず、独自に行動する隠密の魔戒騎士。
「クロウ」は称号の名前であり、本名は不明。無愛想で他人行儀な態度が目立ち、時折思い詰めたような表情を浮かべるが、前髪をキザな仕草で整えたり、ビデオカメラに映されることを気にするなどの一面も持つ。日本刀に似た細身の片刃の魔戒剣を使用するほか、首に提げているペンダントが変形する手裏剣のような暗器円参を操る。当初、雷牙に敬意を払う一方でマユリのことは「さん」付けで呼びながらもただの魔導具と見なしていたが、バルグと心を通わせた彼女の姿を見て考えを改め、心を持った1人の人間として接するようになった。
アズダブの出現した後の博物館を訪れ、封印の破壊に魔戒法師が関わっていることを察知する。その後、元老院からの正式な命令を受け、雷牙のパートナーとして彼をサポートすることになるが、前述したように隠密という立場上、常に雷牙のそばにいるわけではなく、独自に行動する場合もある。
雷牙やマユリとの交流を経て少しずつ変化が生じ、笑顔を浮かべたり、感情を露わにすることが多くなった。また、ドゥオクトの討伐後に雷牙から感謝の言葉を述べられた時には、感極まる様子を見せた。
元老院付きの魔戒騎士・エイジを師に持ち、心から尊敬しているが、彼がエイリスの封印を解いた張本人であることを知り動揺するも、自身の使命と彼の教えに基づいて彼と敵対する。
マユリを庇ってエイリスに肉体を乗っ取られ、「開花の地」へ向かわされた後、邪心を付け込まれて雷牙と挌闘戦を繰り広げさせられるが、自身の邪心を受け止めた彼によって解放された。
漫画版では明るくナルシストな性格となっている。
魔導具オルヴァ
クロウが身に着けている女性の横顔を模したカメオのような魔導具。
クロウの胸部のプロテクターに装着されており、生意気な若い女性のような口調が特徴だが、ザルバに「お嬢ちゃん」と呼ばれた際には腹を立てていた。目の部分を円参と合体させることができる。
マユリ
元老院が雷牙の元へ派遣した魔導具の少女で、「マ号ユリ型」が正式名称で「マユリ」は通称。
獣の顔を持つ球体のような外見をした、ホラーや邪気を封じる「籠」を心に宿しており、それを制御するために邪魔となる人間としての感情を排除されたため、喜怒哀楽の感情表現が欠けて物事に動じることはほとんどなかったが、自分を人間と見なして接してくる雷牙やゴンザたちとの交流を通じて少しずつ変化し、自身が人間であると思えるようになった。飲食についてもほぼ動じず、味の良し悪しを表現できないほどであったが、後に紅茶を飲み忘れたことを後悔したり、ゴンザに冴島家特製のスープをまた飲みたいと頼むようになった。また、酒にはきわめて弱いらしく、第9話のエンディングではゴンザの酒を彼のいない間に一口飲んだだけで卒倒してしまう姿が描かれている。雷牙の父が盟友の魔戒法師から贈呈された動く魔界竜の稚魚の絵が描かれた絵画を見た時や、ベルガマスク組曲の第3曲「月の光」を聞いた時などには笑顔を見せた。
エイリスの種の有無を探知する能力や、普段は黒い手袋で覆い隠している右手から魔戒剣では封じられない邪気の篭った石板の破片を取り込んで封じる能力、ホラーの出現現場やそれによる殺害現場などから残留思念を読み取る能力を持つ。また、ホラー狩りの際には黒い身軽なドレスのような魔法衣を纏っているが、ザルバによるとそれは相当強力なものであるらしい。
数十年前、臨月を迎えていた母の魔戒法師がとある儀式の最中にホラーに襲われて憑依され、腹の中に居たマユリにまでその魔の手が及んだが、母の死の間際に残された思念に守られたおかげでマユリは憑依されずに無事に生を受け、四道に引き取られて育てられた。マユリに残った母の思念はホラーを封じる力となったため、やがて成長したマユリはホラー狩りの道具として扱われ、役目がない間は元老院の地下で眠らされるようになった。四道の話によると、マユリのような力を持った者は過去に誰もいなかったとされている。それゆえにその力は未知数とされており、人間の魂を封じることもできるのではないかと言われていたが、実際はそうではなかった。
「籠」が開くと漏れ出した邪気に支配されてホラー化する危険性があり、四道が調合した煎餅のような秘薬・聖餅を口にすることで抑えているが、邪気の侵食が進み過ぎると効果がなくなる。
自身と同じ境遇にある魔界の獣・バルグに遭遇した際には同情して心を通わせ、命を懸けて救おうとしたが、バルグは討伐されてしまう。その犠牲となった影の魔戒騎士たちを弔うべく建てられた墓の横にはバルグの墓も建てられ、その前では悲しむと同時に自分もいつかは心を失ってバルグのような獣になってしまうのではという不安を感じた。
エイリスの封印を果たした後、本来は再び眠りに就くはずであったが、彼女の自我の中でホラーの思念が目覚め、命の危険に晒される。最初は雷牙たちとの思い出を忘れたくないために死を望むが、マユリと共に生きることを望む彼らの説得に応じ、自我の中へ侵入した雷牙によってホラーの思念を断ち切られ、再び眠りに就いた。その後、しばらくの間は雷瞑館で眠っていたが、ラストシーンで目を覚まし、「おはよう」の言葉と共に雷牙に満面の笑みを見せた。
- 当初は、人間とホラーのハーフという設定だった。

媚空（）
「闇の狩師」と呼ばれる女魔戒法師。
クロウと同様に影に生きる存在であり、通常の魔戒法師とは違ってホラーではなく闇に堕ちた魔戒騎士や魔戒法師を葬るために行動している。魔戒騎士や魔戒法師の心を探ることを仕事としており、誰のことも信用せず誰からも信用されていないために仲間はおらず、その仕事ゆえに誰からも忌み嫌われており、雷牙からは「近づきづらい雰囲気」と評される。魔戒騎士に引けを取らない法力と体術を誇り、柄の青い魔導筆や飛び道具になる三度笠、ホラーの探知・追跡や術の媒体に用いられる鏡を武器とするほか、ホラーの動きを封じる三角錐状の結界を張る術や自身の魔導筆を弓と化して光の矢を撃ち出す術など、多彩な術を操る。また、プロペラのように回転させて飛翔できる唐傘を移動手段として用いる。
ラテルに憑依された自身の弟である魔戒騎士・イズモを追っていた際、雷牙たちと共闘する。当初は雷牙たちを信用しておらず、特に油断していたクロウに対しては「力が劣る者」と見下していたが、共闘を通じて雷牙やクロウの強さを認め、マユリにも頭を下げる。
ラテルの討伐後は、法衣の男を探すために旅立った。その後、マユリとエイジの前に現れ、改心したエイジを許して傷を治療し、マユリを雷牙の元へ向かわせた後、エイジと共にエイリスの封印に加勢し、マユリを助勢する。
毒島 エイジ（） / 邪骨騎士義流 / 法衣の男
元老院付きの魔戒騎士であり、同時に影の部隊を指揮する大師。クロウや並みの魔戒騎士たちの指導者も務めており、弟子のクロウからは「大師」と呼ばれている。
元老院からの信頼も厚く、数々の困難な指令を遂行してきた歴戦の勇士であるが、その正体はエイリスが封じられていた石板の破壊に携わった張本人である。長きに渡り人々を護るため戦い続けるも、アカリを不治の病で失ったことで「愛するアカリのいない世界に生き続ける意味は無い」という考えに至り、石板を破壊して9体のホラーと魔獣エイリスを解放し、エイリスの開花によってアカリを蘇らせることを企み、暗躍していた。
2年前に元老院からマユリを持ち出し、アカリの魂と心をマユリに移そうとしたが、アカリは途中で絶命。しかしマユリを元老院に戻した際に彼女が自身の名前を呼んだことから、アカリの魂が宿っていると思い込んでいた。
戦闘ではクロウが操る物と同型の魔戒剣を用いた剣術のほか、魔戒法師の操る札を用いた法術も得意とし、その実力は雷牙とクロウを同時に相手にしながら圧倒する。また、魔戒剣をホラーの腕に落として重石代わりに使うことでホラーの動きを封じる搦め手や、掌打と同時に掌から爆炎を発生させて打撃の破壊力を強化する札を用いない術にも長ける。
エイリスの封印を解いた後はしばらくの間マユリの動向を窺っていたが、雷牙がゴギートを討伐してクロウやマユリと共にエイリスに迫った際に彼らの前で姿を現す。そして、ジエンダを捕獲した後にはマユリを拉致し、駆けつけた雷牙やクロウと対峙するが、雷牙との一騎討ちの末に敗北する。その直後、エイリスに肉体を乗っ取られたクロウの姿を目の当たりにし、彼を救うために自身の肉体に乗り移ることを交渉するが、拒まれたうえに重傷を負わされ、雷牙にクロウの救出を託す。また、マユリとの会話から彼女にアカリの魂が宿っていなかったことを知り、自身の犯した過ちを認めて後悔するが、マユリの言葉で立ち直って彼女にアカリの形見である鈴を授けた。媚空の治療で傷を回復して雷牙たちのもとに駆けつけ、心滅獣身・牙狼と化した雷牙を救うためにクロウと共闘する。
その後の処遇は本作品では描かれないが、第25話のエンディングではアカリの墓を建てていた。
四道（）
魔戒医学の最高権威にしてマユリの管理者である壮年の魔戒法師。薬学や医学に特化した知識と技術を持つ。マユリのことを幼少時から見守っていたが、人間の心を持つことで人間でなくなってしまうのではないかという不安から、彼女を一度も人間として見る素振りは行わなかった。かなりの酒豪でもあり、一緒に酌をしたゴンザを泥酔させてしまったほど。
イドラの討伐後には、不具合を生じたマユリを調整するために元老院から派遣されて雷瞑館を訪れ、マユリの秘密を雷牙とクロウに明かした。
倉橋 ゴンザ
冴島家に代々仕える執事。
冴島大河やその息子鋼牙に仕えていた当時と同様に雷牙を支える。容姿は鋼牙に仕えていた当時からして白髪は増えたものの、ほぼ変わっていない。雷牙と同様にマユリを人間と見なしており、本当の家族のように温かく接する。ゴンザの淹れた紅茶と彼特製の冴島家秘伝のスープは絶品で、雷牙とマユリの大好物でもある。
雷牙がグランダの討伐に出る際には彼から休暇を与えられたが、ザルバによるとゴンザへ休暇を与えた主人は雷牙が初めてであるらしい。なお、その休暇中に会っていた昔馴染の元魔戒法師にして洋食店「キッチンアンナ」の女主人・アンナとは、雷牙の幼少時に彼のことを相談していた縁から現在でも名前で呼び合うほど仲が良い。そのため、アンナは雷牙のことを現在でも敬称を付けずに呼んでいる。
魔戒通信記者が雷瞑館を訪れた際、その正体がホラーであるとは気づかずに招き入れたうえに雷牙たちの情報を話すという失態を犯してしまったため、ザルバには「屋敷にホラーを入れるなんて前代未聞」と叱責された。
雷牙の母との約束に従い、雷牙の誕生日には毎年バースデーケーキを作っている。
漫画版では身長が異様に低く、2・3頭身程度となっている。
ジイル
青の番犬所の神官。
若い女性のような姿をしており、常に冷静沈着で感情を露わにすることはほとんどないが、元老院の神官としては珍しく情に厚い一面も見せる。当初はマユリのことをただの魔導具と見なしており、彼女の警護よりもホラーの殲滅を優先していたが、マユリを心を持った1人の人間として接する雷牙の優しさに触れたことで心を打たれ、エイリスの封印を果たした後にマユリを自由にして欲しいという彼の願いに対し、善処を約束する。
メメ
元老院の遣い。仮面をつけた小柄な子供のような姿で雷牙の前に現れては伝令を行っているが、その神出鬼没さはゴンザを驚かせているため気味悪がられているが、雷牙は子供を相手にするように優しく接している。
涼邑 零（）/銀牙騎士絶狼
銀牙騎士ゼロの称号を持つ魔戒騎士。
鋼牙と交流があり、雷牙にとっては頼れる兄貴分的存在であった。雷牙の父との約束に従い、10歳を迎えた雷牙に魔戒騎士としての戦い方を教え、一人前の騎士に育て上げた。その後は雷牙の両親の後を追って異空間へ旅立った模様。
本作品では『MAKAISENKI』のころとはやや容姿が異なり、顎鬚を蓄えている。
魔導具シルヴァ
零が着けている意思を持つペンダント。
零と共に数々の激戦を潜り抜けてきた、ゼロの相棒的存在である。本作品にも、零の左グローブの甲に装着された姿で登場する。
アカリ
エイジの恋人である魔戒法師。父親も魔戒法師であった模様。
心優しい女性であったが、2年前に不治の病で他界している。過去に幼少期の雷牙と出会った際、怪我の治療のお礼に彼から鈴を譲り受け、後にエイジの手に渡ることとなる。
エイジの願いを聞き入れたエイリスによってアカリの遺髪から肉体が復元させられたが、クロウの肉体を乗っ取ったことに憤慨したエイジに攻撃されたことに腹を立てたエイリスに握り潰されてしまった。

## ホラー

### 石板ホラー
アディの石板に封印されていた魔獣エイリスと9体のホラー。
エイリスと共に封じられていた9体のホラーは、エイリスの封印のために符術を施された特殊なホラーであり、魔戒騎士に倒されてもその邪気は魔戒剣に封印されずに石板の破片となって残るという性質を持つ。それをそのまま放置しておくと再び復活してしまうため、マユリの「籠」の中に取り込んで処理する必要がある。
アズダブ （#01）
エイリスが封印された石板が破壊された際にその石板の中から出現したホラーで、正体は身体の一部が魚のような姿。幻覚を操る能力を持ち、水分を含んだ無数の鱗を飛ばして攻撃する。
石板が展示されていた博物館の警備員・セキヤに憑依し、大道芸人の如く獲物の人間に幻影を見せて驚かせては、鱗で取り込んで捕食していた。最後はマユリを襲おうとしたところを雷牙に打ちのめされた後に正体を現すが、牙狼となった彼にはいかなる攻撃も通用せず、牙狼剣の一突きで討伐された。
なお、憑代となったセキヤは以前に殺人を犯していたことが自身の回想で示唆されており、アズダブはその陰我に引き寄せられたとされる。
エクスタ （#02）
石板に封印されていた9体のホラーの1体で、正体は単眼の6つの肢を持つクモのような姿。生物・無機物問わず、自由自在に擬態する能力を持つ。
黒い子猫に化けて猫好きのホームレスの女性に憑依した後、サングラスを掛けた彼女の若かりしころの姿で活動し、縄張りに入ってきた人間を自販機やバイクなど現代の利器への擬態能力を駆使して襲っていた。雷牙とクロウに追い詰められるとパワーショベルとなって反撃を開始し、最後は正体を現して口から伸ばす邪悪な糸や身体から発射する針で牙狼を仕留めようとするが、脚部を車輪に変えての突進もかわされたうえ、牙狼剣の一撃で討伐された。
ステラス （#05）
石板に封印されていた9体のホラーの1体で、正体は人型の隕石のような姿。翼を背中に生やして飛行することが可能で、燃え盛る流星を生成し飛ばして攻撃する。
人間のせいで星空が汚れていると思い、人は死んだら星になって夜空を輝かせると妄信するあまり殺人を犯した外国人男性・ルークに憑依し、獲物とした人間を「願いを叶える」と唆して捕食しては魂を星に変えてコレクションにしていた。クロウに追い詰められると正体を現して飛翔し、地上に陰我の星を降らせようとしたが、クロウとの空中戦を繰り広げた末に撃墜されたところを牙狼剣による止めの一撃で討伐された。
漫画版では、星々のネットワークを介して情報収集する能力を持つことが判明している。
グランダ （#10）
石板に封印されていた9体のホラーの1体で、正体は機械仕掛けの球体のような姿。姿を消す能力と5体への分裂能力を持つ。
人間に憑依することなく、特殊な異空間の中に逃げ込んでおり、出現については場所を特定できるものの、時間帯までは特定できないという性質を持つため、雷牙とマユリは『MAKAISENKI』でホラー・ズフォーマー討伐の際に用いられた魔導具をビルの屋上へ設置し、出現まで待つという長丁場の戦いを強いられることとなった。最後はその魔導具で感知され、マユリに姿を捉えられて出現し、襲いかかったところを雷牙に討伐された。
イドラ （#14）
石板に封印されていた9体のホラーの1体で、正体は黒いドレスを纏った猿人のような姿。雷牙とクロウを同時に相手にしても掌で牙狼剣を受け止めるなど互角に渡り合えるほどの高い戦闘能力を誇り、思念体の状態で行動できる能力や相手の精神世界に侵入する能力を持つ。
とある港町に出現し、白いドレスを纏った少女に憑依して活動していた。雷牙たちとの激戦の末、一度は牙狼剣の一突きで討伐されてマユリの体内に封印されたが、まだ完全には力尽きてはおらず思念体の状態で復活してマユリの潜在意識に取りつき、一体化しようと目論む。相手の弱みに付け込んで徹底的にいたぶることを好むサディストであり、マユリの潜在意識に揺さぶりをかけて精神的に追い詰めたが、四道の協力でマユリの精神世界へ侵入した雷牙によって最後は牙狼剣の一閃で討伐され、完全に封印された。
ラテル （#18）
石板に封印されていた9体のホラーの1体で、正体は魔戒騎士の鎧の兜に酷似した頭部を持つ獣人の騎士のような姿。元魔戒騎士であるために魔戒剣を使いこなし、牙狼を圧倒するほどの高い戦闘能力を持つ。
媚空の弟の闇に堕ちた魔戒騎士・イズモに憑依しているが、すでにイズモの意識は残っておらず、人間を弱者と蔑んで強者を打ち負かすことに喜びを感じるだけの戦闘狂と化しており、自分に勝てる者は誰もいないと豪語するほど自身の強さに絶対的な自信を持つ。対峙した雷牙・クロウ・媚空を圧倒し、鎧を召還した雷牙ですら苦戦させたが、最後は媚空の術で生前のイズモの弱点を突かれて動きを封じられたところを、牙狼剣の一閃で討伐された。
散り際には元の姿に戻り、自身が纏っていたマントを残して消滅した。
アビスコア （#19）
石板に封印されていた9体のホラーの1体で、正体は黒いドレスを纏った悪魔のような姿。左肩の管楽器のベル状の器官から衝撃波を放つほか、雷を撃ち出す指揮棒と楽譜を武器として戦う。
指揮者風の男・ヨハンに憑依し、獲物とした人間の前に幻のオーケストラ楽団を率いて現れては、その者の人生を象徴した組曲を演奏して楽しませた後、楽譜に変えて喰らう。死にきれない自殺志願者を弄んで死に追いやるほど残虐な性格の持ち主であり、本来は人間を楽しませるはずの音楽でその命を弄ぶ姿が雷牙の怒りを買った。普通の人間の曲に辟易し、魔戒騎士の曲を求めて雷牙に招待状を送りつけて誘い込むが、マユリの方に興味を抱き、彼女を人質に取って戦いを挑む。最後は黄金騎士・ガロの称号を受け継ぐ者を象徴した組曲をBGMとした戦闘の末に牙狼剣の斬撃で討伐され、その曲を称賛しながら楽団と共に消滅した。
ゴギート（#21）
石板に封印されていた9体のホラーの1体で、正体は魔戒騎士の鎧に酷似した容姿を持つ騎士のような姿。魔戒剣に酷似した長剣を操り、瞬間移動能力と左手から捕食した人間の幻影を生み出す能力を持つ。
青年・マトウに憑依し、自身が最初に喰らって生み出した白服の少女・アイの幻影を、自分の娘と称して共に行動する。飄々とした雰囲気の好青年を演じているが、本性は非常に下劣で残虐であり、人間だけでなくホラーも捕食する。素体ホラーと交戦していた雷牙の前に現れ、素体ホラーを捕食して雷牙に取引を持ちかけるが、それを拒否されて彼を攻撃する。雷牙とクロウを同時に相手しても互角に渡り合えるほどの高い戦闘能力に加え、甘言による揺さぶりやアイの幻影を盾にして彼らを苦戦させるが、マユリとザルバにアイの正体を看破され、雷牙に左手を斬られてアイの幻影を生み出す能力を失う。アイの幻影の消失を悲しむそぶりを見せるもその直後、彼女が娘であることは嘘であると共に本物のアイを実の父親の前で捕食したことを、笑いながら暴露する。そのことで怒りを爆発させた雷牙の猛攻に押され、最後は牙狼剣の一閃で討伐された。
ジエンダ（#22）
石板に封印されていた9体のホラーの1体で、正体は素体ホラーを禍々しくした細身の龍人のような姿。巨大な眼球を思わせる球状の右手による殴打が主な攻撃手段。
青いドレスを纏った女性に憑依して人間を捕食していたが、その際にゴギートの体内から転移したエイリスに寄生される。その後、エイジに打ちのめされた後に眠らされて捕獲され、そのまま抵抗すること無く体内に潜んでいたエイリスの種を抽出された際に石板の破片を残して消滅した。
エイリス（#22 - #25）
「メシアの涙」と称される、石板に封じられていた古のホラー。開花・覚醒までの間は種となってホラーの体内に潜む性質を有する。完全に覚醒すると人間界と魔界が1つに繋がってしまうとされており、その花には死者を蘇らせる力を持つと言い伝えられている。
種の状態では、半透明な植物の胚のような姿をしていたが、クロウの体内から抜け出した際には頭部から蔦のような触手を伸ばした白いウェットスーツを纏った妖艶な人間の女性の姿に変貌し、開花の準備を迎えた際には、その姿をさらに禍々しくしたホラーの始祖・メシアを髣髴させる半裸の女性の姿となった。頭部の触手から飛び道具となるトゲや人型の傀儡などを生成して攻撃するほか、時空を歪める能力を持ち、あらゆる時代にゲートを出現させたり、接吻することで魔戒騎士の鎧の装着時間を奪い取ったりすることが可能であり、過去に雷牙の両親を異空間へ引きずり込んだ張本人でもある。
復活した当初は、同じ石板に封じられていた9体のホラーの1体・イドラの体内に種となって潜んでいたが、イドラが雷牙に討伐された際にゴギートの体内へ転移し、最終的にジエンダの体内に潜んでいたところをエイジに捕獲された。その後、「開花の地」へ赴くべくマユリに寄生しようとするも、「空を飛べる自身がマユリの身代わりとなる」というクロウの取引に応じて彼の肉体を乗っ取り、活動を開始する。衝撃波やクロウの体術を駆使して雷牙とエイジを圧倒し、エイジに重傷を負わせた後、吼狼の飛翔能力を用いて轟天を駆る雷牙と激闘を繰り広げながら「開花の地」である慟哭の湖へ向かい、そこで雷牙との肉弾戦を繰り広げた末にクロウの体内から抜け出して湖に根を張り、先端に白い球体のような蕾を備えた禍々しい大樹のような物体・エイリスの樹を形成しながらあらゆる時代に枝を伸ばし、湖底から吸い上げた無数のホラーを枝の先端を介して送り込もうと目論む。立ち向かった雷牙を翻弄し、鎧の装着時間を奪い尽くして彼を心滅獣身・牙狼へと変貌させて退けた後、開花の時を迎えるが、最後は心滅獣身を克服し、光覚獣身・牙狼へと変化した雷牙の一撃に大樹諸共打ち砕かれ、四肢を失ってもなお迫ろうとしたところをマユリによって石板に再封印された。

### その他のホラー
アディの石板とは関係のない普通のホラー。陰我の宿ったオブジェをゲートとして魔界から出現する。
サキュバス （#03）
死や儚さを美の本質やモチーフと見なすあまり殺人を犯した芸術家・常盤エリナの陰我に反応し、彼女が自らの手で死を創る際に男の殺人に用いた裁ちバサミをゲートとして憑依したホラーで、正体は食虫植物をはじめとした様々な植物を纏った女性のような姿。鎖を使った縦横無尽な攻撃を行う。
多様な死を求めて、獲物とした人間を自身のアトリエへ誘い込んで生気を花弁と化して喰らい、身体をオブジェへ変えていた。生きながら感情を持たないマユリの持つ虚無に興味を抱き、彼女を用いて最高の芸術作品を作ろうと目論むが、雷牙に自分の理念を否定されたことに憤慨し、本性を現して襲いかかったところを牙狼剣の一閃で討伐され、自分の死への恐怖を抱きながら消滅した。
イルギシン （#04）
ホラー映画を極度に敬愛する寂れた映画館の映写技師・ハリマの執着心に反応し、古い映画フィルムをゲートとして彼に憑依したホラーで、正体は右手が鉤爪、左手がチェーンソーとなったゾンビのような姿。ハリマの造詣によって深いホラー映画の異空間を生み出す能力を持ち、その中へ獲物とした人間を引きずり込んで自由自在に動いて弄ぶ。
ホラー映画を罵倒した映画館の若社長・ササジマをゾンビ映画のような異空間へ引きずり込んで殺害した後、映画館を訪れたホラー映画マニア・ナカタを引きずり込み、ササジマなど自身の下僕としたゾンビたちに襲わせ、弄んでいた。続いて訪れた雷牙についても異空間へ引きずり込んでホラー映画の素晴らしさを演説するが、異空間を突破して演説を罵倒した彼を冒涜者と憤慨し、正体を現して襲いかかったところをザルバに炎が弱点であることを見破られ、烈火炎装の斬撃で討伐された。
なお、ナカタは異空間を楽しむ態度がハリマの共感を得て延々と弄ばれるだけで済み、イルギシンの討伐に伴って異空間から生還したが、最後には雷牙に諭されて逃げ帰っている。
エゴサイレーン （#06）
息子・テツヤの死を受け入れられない下町で風鈴屋を営む風鈴職人・シマダの心の闇に付け込んで憑依したホラーで、正体は風鈴を模した兜と肩部装甲を持つ騎士のような姿。卓越した棒術で戦う。
自身が擬態した美人画が描かれた風鈴を売り回り、その購入者を襲っていた。
実は憑代となったシマダは過去に幼少期の雷牙と会ったことがあり、彼と一緒に作った風鈴が雷瞑館に残っていた。雷牙の大切な思い出だったが、シマダのホラー化に動揺するも迷いを捨てた雷牙に牙狼剣の一突きで討伐され、彼との思い出を脳裏に浮かべながら安らかな顔で砕け散り、消滅した。
グリムゾーラ（#07）
雷牙が英霊の塔での儀式を終えた帰り道に遭遇した、全身が赤い鱗に覆われた一角獣のような姿をしたホラー。
雷牙を奇襲し、マユリにも襲いかかろうとしたが、彼にあえなく討伐される。これによって雷牙は100体のホラーを封印したことになったが、その戦闘中にグラウ竜の牙がザジのゲートとなる石像の欠片へ突き刺さったため、ザジの封印が解けてしまう。
ザジ （#07）
かつて鋼牙と激戦を繰り広げた、時空を越えて存在する邪悪な思念。詳細は牙狼-GARO- 〜MAKAISENKI〜#ザジを参照。本作品では背中から巨大な羽根を生やして巨大化し、他のホラーの邪気を取り込み、牙狼と互角以上の力を持つ超ザジに変化する能力が明らかとなった。
上記の封印が解けたことによって復活した後、武道場で修練を再開した雷牙の前に現れて時間を止めたうえで3体に分裂し、マユリとゴンザを人質に取って戦いを挑む。1体目は武道場で右腕の爪による挌闘戦を、2体目は英霊の塔が存在する森を模した異空間で右腕の爪とホラーの邪気を実体化させた剣による二刀流を、3体目は時空の狭間を模した異空間で超ザジへ変化して連戦を繰り広げる。雷牙を苦戦させて止めを刺そうとするが、英霊・牙狼の助言を受けて轟天を召還した牙狼に押され、最後は牙狼斬馬剣の斬撃によって討伐された。
消滅の寸前には黄金騎士への怨嗟の言葉を述べたが、牙狼としての決意を新たにした雷牙に改めて否定されている。
デリィータス （#08）
移動を繰り返しながら、人間に偽りの幸せを与えて喰らうホラーで、正体は茅葺屋根の民家となまはげを合体させた2本足の巨人のような姿。巨体を生かした質量攻撃と口から吐き出す木片が武器。
擬態した茅葺屋根の民家へ心に闇を持つ人間を招き入れ、イチロウを長とする8人の家族による団欒を味わわせたうえで囲炉裏鍋の中へ引きずり込み、喰らう。自殺しようとした男性や就職活動に悩む男性を喰らうが、結婚に悩む女性を喰らおうとしたところで雷牙とマユリに阻止される。自分たちが優しくしてやっていると嘯きながら平然と人命を奪う行為が、討伐に訪れた雷牙の怒りを買う。家族全員を返り討ちにされて憤慨し、本性を現して雷牙を木片で固めようとするが、轟天を召還した牙狼に突破され、轟天の突撃で討伐された。
リザリー （#09）
強姦殺人を犯した大学生・ミキモトの陰我に反応し、被害者女性の遺体をゲートとして彼に憑依したホラーで、正体はゴキブリを擬人化させた両性具有の昆虫人間のような姿。口から吐き出す溶解性の吐瀉物が武器。
人間に憑依してもすぐには完全体にならず、数日掛けて覚醒するまでの間は憑代となった人間の記憶を捏造して憑依されたことを忘れさせるという特殊な性質を持ち、ミキモトに「生物の雄を喰らいながら脱皮を繰り返して成長する全裸の女性を保護し、共に暮らしていた」という偽りの記憶を植え付けていた。獲物とした女性を口から伸ばす触手で額を貫いて殺害してはその遺体を愛でるという悪趣味な性癖の持ち主であり、人間の命を蔑む弄びようが雷牙の怒りを買った。マユリに出現現場に残されていた残留思念を植え付けられて記憶が蘇り、正体を現して襲いかかったところを雷牙とクロウに圧倒され、最後は円参の力で雷気を帯びた牙狼剣の斬撃で討伐された。
カリカジュアン （#11）
過去の栄光にすがる落ちぶれたスランプ気味の漫画家・カワバタセイジの嫉妬心に反応し、彼が手にした目打ちをゲートとして憑依したホラーで、正体は漫画家が用いるペン先や羽箒などの道具の意匠を持つ騎士のような姿。特殊なインクを操って描いた絵を実体化させたり、漫画に描いた筋立てを現実に転化させる能力を持つ。
独立しようとしたアシスタント・タナカや人気で一歩先を行くライバル漫画家・オザキなど、漫画家としての才能のある者を喰らうことで人気の秘密や発想などの技術や才能を取り込んできた。自身の作業場に結界を張ることで番犬所の目から逃れていたが、漫画雑誌「週刊少年ビクトリー」に掲載されていたホラーを称賛する旧魔界文字が出てくる自身の作品「マカイキング」を雷牙とマユリに読まれたことで彼らに目を付けられ、正体を暴かれる。実体化させた絵や台詞で雷牙を翻弄し、黄金騎士の最期を描いた漫画で追い詰めて止めを刺そうとするが、牙狼剣に付着したインクで止めのコマを汚されて漫画の効力を失ったことで形勢を逆転され、最後は牙狼剣の一突きで討伐された。
雷牙には消滅する寸前まで否定され続けて怒りに燃えていたが、作業場で幼少時の作品を読んだマユリには「嫌いじゃない」と言葉をかけられ、笑みを浮かべながら消滅した。
アウスクターレ（#15）
情報収集を専門としているホラーで、本来の姿形は素体ホラーと大差はない。能力は不明だが、ゴンザに警戒されずに雷瞑館へ招き入れられていたことから、自身の正体を隠せる能力を持っている模様。
「魔戒通信」という名のインタビュアーを名乗って雷瞑館を訪れ、ゴンザから雷牙たちの情報を聞き出そうとしたが、戻ってきた彼らに阻止されて正体を現し、逃げ出そうとしたところを牙狼剣の一突きで討伐された。
なお、「魔戒通信」が本当に存在するのかは不明。
プロファンデス （#16）
魔界へ大量の人間を一斉に連れ込んで捕食する習性を持つホラーで、正体は2つの顔を持つ女性の道化師のような姿。足場の悪さをものともしない軽い身のこなしで相手を翻弄する。
アミューズメントマシン開発を専門とする研究所の主宰・キエラに憑依し、自身が開発した黒い箱のような外観を持つ結界を「史上最強の絶叫マシン」と称してイイダらレジャー開発会社の社員に紹介し、試乗会を開かせることで参加者を餌食にしようと目論んでいた。人間の恐怖心を煽り、恐怖に怯える姿を眺めることに愉悦を感じるサディストであり、結界の秘密を探ろうと研究所へ忍び込んだイイダを結界内でいたぶり尽くした後、捕食する。雷牙たちに目論みを阻止されると雷牙を結界内へ引きずり込み、トラップや足場の悪い場所での戦いで彼を苦戦させたが、最後は牙狼剣の一撃で討伐された。
死の間際には結界を消滅させることで雷牙を魔界の底へ引きずり込もうとしたが、駆けつけたクロウに阻止されている。
ホラーの女 （#17）
幼少期の雷牙が零との修行の際に遭遇した素体ホラー。絶狼の攻撃を受けてもすぐには倒れないほどの耐久力を持つ。
眼鏡をかけた女性に憑依して活動していたが、夜の公園にて街灯の無いベンチで読書に耽っていたところを雷牙に怪しまれ、正体を暴かれる。雷牙を追い詰めたものの零には敵わず、最後は銀狼剣の斬撃で討伐された。
ドゥオクト （#20）
「巨偶ホラー」と称されるホラーで、正体は機械仕掛けの鉄巨人のような姿。魔戒剣を受け付けない強固な外殻やその巨体から繰り出される怪力を持ち、頑強なマニピュレーターに変えたり砲弾を発射できる腕と共に武器として戦う。
陰我を持たない無垢な心を持つ人間を体内へ捕え、動力源として駆動するという特殊な性質を持っており、取り込んだ人間の姿を模した擬態に使役されているように見せかけながら、2体1組で活動する。とある森に出現してオブジェとして佇み、沈黙していたところを友人たちと共に肝試しに訪れていた女子高生・サキを体内に取り込んで起動し、夜ごとに人間を捕食していたが、時折サキの意識が蘇っては人間の捕食や雷牙たちへの攻撃を躊躇する。人間の姿の擬態と取り込んだ人間の思念、そして擬態の身軽な体術と本体の頑強な巨躯による連携攻撃で雷牙とクロウを翻弄するが、マユリに自身の性質を看破されて形勢が逆転し、クロウに擬態を破壊されて一時撤退する。最後は、雷牙との再戦時に体内へわざと取り込まれた後で鎧を召還して内側から破壊するという彼の機転により討伐され、サキも鎧の中に匿うという形で無事に救出された。
その後、意識を取り戻したサキは、彼女を捜索していた父親・ミズノの元へ帰った。

## 関連用語
黄金騎士牙狼
雷牙が纏う黄金の鎧で、最強の魔戒騎士に与えられる称号。瞳の色は澄んだ青色。本作品では、背中にあるワイヤー付きアンカーを伸ばすギミックを持つことが明らかになり、後に放送された『絶狼-ZERO- -DRAGON BLOOD-』でも銀牙騎士絶狼が同様のギミックを使っているが、これは零が雷牙の師匠であったため、「雷牙が零からアンカーを使った戦い方を教わった」という繋がりを出すために取り入れられたことが明らかとなっている。
魔導馬轟天
牙狼が召還する金色の魔導馬。雷牙がザジとの戦いを通じて内なる影との戦いを乗り越えたことにより、召還できるようになった。凄まじい脚力を誇り、蹄音の力によって牙狼剣を牙狼斬馬剣に変化させる。
心滅獣身牙狼
牙狼の暴走形態。エイリスの接吻で鎧召還の残り時間を全て吸い取られた雷牙が変貌した。刺々しく巨大に変貌した鎧となっており、長く伸びた尾を武器にクロウとエイジを非常に重い攻撃で圧倒した。
光覚獣身牙狼
心滅獣身を克服して理性を取り戻し、暗黒騎士とは異なる奇跡の変化を遂げた牙狼の最強形態。通常形態の牙狼をベースに心滅獣身牙狼のパーツを融合させたような外観と牙狼剣が変化した切っ先が心滅獣身牙狼の頭部を象った大剣・光覚斬馬剣が武器で、障壁でエイリスの攻撃を無効化し、一撃で葬り去るほどの強大な力を誇る。なお、自由にこの形態に変化できるのかは不明。
銀牙騎士絶狼
零が纏う白銀の鎧。詳細は牙狼〈GARO〉魔戒騎士を参照。
- 撮影に使用されたスーツは、『MAKAISENKI』時のスーツを使用している。

幻影騎士吼狼（）
クロウが纏う紺青の鎧。飛翔時に猛禽類の頭部を模したバイザーのように変化するマスク上部が特徴。背部から巨大な一対の翼を生やして飛翔することが可能だが、鎧の装着時間を約20秒減少させてしまうという難点を持つ。魔戒剣は変化前とほぼ同じ形状をした、日本刀のような鍔が付いた片刃で細身の剣幻影剣に変化する。鎧召還の動作は、魔戒剣で頭上に弧を描いた後、九字護身法のような構えを取る。
- 一作目のころから狼と鳥の2つの顔を持つ魔戒騎士というアイデアはあったが、一作目当時は双方で美しく見えるラインに到達できなかったという。

邪骨騎士義流（）
エイジが纏う赤銅色の鎧。鬼の角を髣髴させる形状の耳と豪奢で炎のような刺々しい外観が特徴。鎧召還の動作は、九字護身法のような構えを取り、体の周囲に弧を発生させて頭上に揚げた後、魔戒剣で突く。魔戒剣は吼狼の幻影剣よりも柄の部分が豪奢になった、日本刀のような太めの刀身の邪骨剣に変化する。
アディの石板
符術が掛けられた9体のホラーの邪気を礎としたエイリスを封じる石板。常人には理解し難い禍々しい意匠が特徴的で、ホラーに憑依される前のセキヤも「気持ち悪い」と評していた。
現代において再び発掘され、古代遺物としてとある博物館に展示されていたが、エイジの手によって破壊されてしまう。
その後、マユリがエイリスを再封印した際に元の形に復元された。
青の番犬所
雷牙が所属している番犬所。本作品における番犬所は色の名前で表記されている模様。
元老院
番犬所の上位機関。マユリに対する処遇から、ホラーの殲滅のためなら非人道的な手段を取ることすら厭わないという側面がうかがえる。
雷瞑館（）
雷牙たちが住む新たな冴島邸。地下には武道場が存在する。
グラウ竜の牙
武道場での鍛錬の際に使用される、ホラーを狩るためだけに存在する竜・グラウ竜の名を冠するギロチンのような形状の武具。過去の『牙狼-GARO-』シリーズにも登場している。本作品では、鍛錬をする者に溜まった強い邪気に反応して禍々しい形状に変形し、意思を持つかのように襲いかかる性質を持つことが明らかとなった。
英霊の塔
牙狼の称号を受け継いだ者たちが眠る白い巨塔。牙狼の称号を持つ者か称号を受け継ごうとする魔戒騎士しか中に入ることは許されず、その中では、ホラー狩りの際に肉体に蓄積された邪気の浄化や牙狼の称号の継承などの儀式が英霊たちによって行われる。また、グラウ竜の牙などの魔導具や雷瞑館の備品も収納されている。
牙狼の称号の継承
英霊の塔で英霊から牙狼の資格を持つに足るかどうか判断され受け継ぐ、ただし資格を持っていても前任者が生存しておりいまだに牙狼である場合は牙狼にはなれない、その場合は前任者に英霊より継承の確認が行われ前任者が鎧を手放すと意思を示した場合は継承が行われる。
霊獣
『MAKAISENKI』に登場した魔界の生物。出会った者に大切な人の姿を見せる。本作品では姿を現さないが、見た者によってその姿は異なるようで、見えた姿を形にした物を大切な人へ贈ると、贈られた者は幸福になれると言われている。過去に偶然姿を目撃した翻訳家・カリナと彼女の祖父・シュウジからは、「ツキトンボ」と呼ばれていた。
ヒナ （#12）
ケサランパサラン似の白い毛玉のような生物。霊獣の幼体である自身を拾った者に、大切な者の夢を見せる力を持つ。ヒナ自体は無害であるが、親の霊獣から長時間離れていると不安から周囲に異変をもたらすため、親元へ返さなければならない。とある田舎町の木に現れたところを偶然発見したカリナによって拾われ、共に暮らしていたが、雷牙によって親元へ帰された。
月光の儀
クロウら影の魔戒騎士たちがバルグの封じられている井戸が存在する祠に集い、魔戒剣をバルグの身体へ突き刺して溜まった邪気の浄化を行う儀式。
バルグ （#13）
体内に大量の邪気やホラーが封印されている魔界の獣。
背中に数本の魔戒剣が突き刺さった異形の甲殻獣のような姿をしており、巨体に似合わぬ俊敏性と鋭利な爪と牙を武器とするほか、普段は折りたたまれている背中の翼を展開して飛翔する能力を持つ。普通に討伐すると体内に封じられている邪気やホラーが解き放たれてしまうため、討伐には魔導陣が必要となる。上記の井戸に封じられていたが、儀式に参加していた影の魔戒騎士の1人・ナユタの不注意によって井戸から抜け出し、ゲント以外の影の魔戒騎士を殺害して逃走する。非常に獰猛な性格で、人間に見境なく襲いかかる危険性があったが、もはや祠の中でしか生きられないために衰弱し、余命わずかの状態となっていた。
逃走中に遭遇したマユリと心を通わせ、彼女の提案で「籠」の中に取り込まれようとしたが、雷牙に阻止され、最後はクロウとゲントに魔導陣で動きを封じられたところを牙狼剣の斬撃で討伐された。
慟哭の湖
エイリスが「開花の地」として選んだ湖。湖中には無数のホラーが潜んでいる。

## スタッフ
- 原作・総監督 - 雨宮慶太
- アクション監督 - 富田稔（AAC STUNTS）
- 文芸部 - 田口恵、江良至、藤平久子、梅田寿美子、木田紀生
- クリーチャーデザイン - 韮沢靖、雨宮慶太、高橋健
- 造形 - ゾンビストック、アトリエオレンジ、Poojja、ACR、GaRP
- 特殊造形 - 竹谷隆之
- 特撮監督 - 中川茂之
- VFX/CG・技術協力 - オムニバス・ジャパン
- 音楽 - 栗山善親、寺田志保、松尾洋一
- 音楽プロデューサー - 井上俊次
- 選曲 - 合田麻衣子
- 撮影 - 西岡章
- 照明 - 吉角荘介
- 美術 - 竹内正典（京映アーツ）
- 特殊衣裳 - JAP工房
- 衣裳 - 松竹衣裳
- メイク - ベレッツァスタジオ
- 宣伝協力 - シナジー・リレーションズ
- 特別協力 - サンセイアールアンドディ
- エグゼクティヴ・プロデューサー - 二宮清隆
- アソシエイトプロデューサー - 吉田健太郎
- プロデューサー - 夏井佳奈子
- アシスタントプロデューサー - 河波佑介、平田光一
- 製作 - 東北新社
- 制作 - 東北新社、オムニバス・ジャパン

## キャスト

### レギュラー・準レギュラー
- 冴島雷牙 - 中山麻聖
- クロウ - 水石亜飛夢
- マユリ - 石橋菜津美
- 倉橋ゴンザ - 螢雪次朗
- 神官 ジイル - 護あさな
- 媚空 - 秋元才加
- 四道 - 大杉漣
- 毒島エイジ（法衣の男） - 哀川翔

### 声の出演
- 魔導輪ザルバ - 影山ヒロノブ
- 魔導具オルヴァ - 大関英里
- ホラー・ザジ - 天野ひろゆき(7)
- 英霊 - 西凛太郎(7)
- 英霊ガロ - 渡辺裕之(7)
- 魔導具シルヴァ - 折笠愛(17)
- 雷牙の父 - 小西遼生(24)
- 雷牙の母 - 肘井美佳(24)

### ゲスト
- メメ - 生出陽葵(1、6、10、20)
- 眼鏡をかけた男 - 赤山健太(1)
- セキヤ - 日村勇紀(1)
- ホラー・エクスタ - 羽野晶紀(2)
- 若者A - 坂場元(2)
- 若者B - 椿直(2)
- ミカコ - 粕谷奈美(3)
- ヨコタ - 根本正勝(3)
- ツカサ - 岩田有弘(3)
- エリナ - 佐伯日菜子(3)
- ササジマ - 佐々木大介(4)
- ナカタ - アイアム野田(4)
- バーバラ - SAORI(4)
- ハリマ - きたろう(4)
- ナンパされる女 - 吉田真理(5)
- プロポーズする男 - 岡安章介(5)
- プロポーズされる女 - 落合恭子(5)
- 浪人生 - 山村真也(5)
- ルーク - セイン・カミュ(5)
- 美人画の女 - 椿かおり(6)
- シマダの息子 - 黒岩司(6)
- シマダの弟子 - 小橋秀行(6)
- 和服の女 - 結(6)
- カップルの男 - 石川ゆうや(6)
- カップルの女 - 川添美和(6)
- 大工 - 錦織聡(6)
- シマダ - 松方弘樹(6)
- マコ - 大島蓉子(8)
- ジロウ - 高橋卓郎(8)
- マミ - 芳野友美(8)
- サブロウ - 松崎飛翼(8)
- シロウ - 高澤父母道(8)
- マリ - 伊東蒼(8)
- 赤ん坊 - 藤冨航太郎(8)
- 自殺志願の男 - 川嶋秀明(8)
- 釣り人 - にいみ啓介(8)
- 会社員A - 佐野光来(8)
- 会社員B - 芝崎唯奈(8)
- 一軒家の夫 - 吉田幸宏(8)
- 一軒家の妻 - 伊田郁美(8)
- 一軒家の子供 - 武田樹里絵(8)
- イチロウ - ガッツ石松(8)
- ヨウ - 木村つな(9)
- サナ - 坂口みほの(9)
- セイ - 辰巳ゆい(9)
- シバタ - 橋本汰斗(9)
- ミキモト - 柄本時生(9)
- フラワーショップ店員 - 吉田澪里(10)
- ウエイトレス - 平栗里美(10)
- 似顔絵画家 - 桂正和(10)[45]
- アンナ - 松坂慶子(10)[45]
- オザキ - イジリー岡田(11)
- タナカ - 鈴之助(11)
- スズキ - 竹内太郎(11)
- ツルタ - 佐藤誓(11)
- 編集者A - 伊藤悌智(11)
- 編集者B - 大平健斗(11)
- カワバタ - 石井正則(11)
- カリナ 少女時代 - 原涼子(12)
- 川下りの船に乗っている新郎 - 水石亜飛夢[46](12)
- 川下りの船に乗っている新婦 - 石橋菜津美[46](12)
- シュウジ - ミッキー・カーチス(12)
- カリナ - 我妻三輪子(12)
- シズル - 永倉大輔(13)
- ナユタ - 藤原儀輝(13)
- 魔戒騎士A - 後藤健(13)
- 魔戒騎士B - 佐藤健司(13)
- ゲント - 北岡龍貴(13)
- マユリの母 - 大口与枝（14）
- 魔戒騎士 - 宮本友樹(14)
- 階段を落ちた男 - 原隆太（14）
- マユリ（幼少期） - 生出陽葵（14）
- マユリ（赤子） - 関志穂奈（14）
- イドラ - 安藤遥（14）
- イイダ - 石塚義之(16)
- オウミ - 宮川浩明 (16)
- ミタカ - 越智貴広 (16)
- キエラ - 宮地真緒(16)
- 雷牙（少年時代） -  髙橋楓翔(17、25)
- ホラーの女 -  辻彩加(17)
- アカリ - 吉井怜(17、22）
- 涼邑零 -  藤田玲(17)
- 酔っ払い - 阿部満良[47](17)
- イズモ - 和田三四郎(18)
- 会社員 - 山本真嗣(19)
- 泣く女 - 丸山えり(19)
- 銭湯の老人 - 菅登未男(19)
- 自殺志願の男 - 松澤仁晶(19)
- ヨハン - ROLLY(19)
- 中年の男 - 高川裕也(20)
- 公園の女性 - 重野友美(20)
- 女子高生A - 臼井千晶(20)
- 女子高生B - 鈴木築詩(20)
- 女子高生C - 飯島ゆい(20)
- 女子高生D - 加藤茜(20)
- ミズノ - 酒井敏也(20)
- サキ - 桑江咲菜(20)
- アイ - 奥田いろは(21)
- 殺される男 - 宮島三郎（21）
- マトウ - 渡辺大(21)
- ジエンダ - 江口ヒロミ（22）
- 魔戒騎士A - 野田諭司(22)
- 魔戒騎士B - 原隆太(22)
- 魔戒騎士C - 菊池雄人(22)
- 魔戒騎士D - 鈴木大樹(22)
- エイリス - 黒木桃子（22 - 25）

### スーツアクター
- 黄金騎士ガロ - 伊藤慎
- 幻影騎士クロウ、銀牙騎士ゼロ、邪骨騎士ギル、黄金騎士ガロ（20）、ホラー・アズダブ、ホラー・エゴサイレーン、ホラー・カリカジュアン - 岩上弘数
- 素体ホラー、ホラー・デリィータス - 田中大登
- ホラー・サキュバス、ホラー・リザリー、ホラー・プロファンデス - 谷山尚未
- ホラー・イルギシン、ホラー・ステラス、ホラー・アビスコア - 中山甲斐
- ホラー・ザジ、ホラー・ドゥオクト - 下尾浩章
- イドラ - 三住敦洋
- ホラー・ラテル、ホラー・ゴギート - 和田三四郎

### パフォーマンスアクター
- ジエンダ - 白濱孝次

## 主題歌
オープニングテーマ
「牙狼〈GARO〉 -魔戒ノ花-」（第1話 - 第3話、第5話 -第12話）
作・編曲 - 寺田志保、栗山善親、松尾洋一 / 歌 - 遠藤正明、奥井雅美、きただにひろし
第4話では未使用。
「雷牙〜Tusk of thunder〜」（第13話 - 第24話）
作詞・作曲 - 影山ヒロノブ / 編曲 - 須藤賢一 / 歌 - JAM Project
第25話では挿入歌として使用。
エンディングテーマ
「優しさの蕾」（第1話 - 第12話）
歌・作詞 - 飛蘭 / 作曲 - 上松範康（Elements Garden） / 編曲 - Evan Call（Elements Garden）
「my memory,your memory」（第13話 - 第24話）
作詞・作曲 - 奥井雅美 / 編曲 - 寺田志保、栗山善親 / 歌 - JAM Project
第25話では未使用。

## 各話リスト
| 話数   | サブタイトル | ホラー                    | 脚本                | 監督     |
| ------ | ------------ | ------------------------- | ------------------- | -------- |
| 第1話  | 化石         | アズダブ                  | 雨宮慶太            | 雨宮慶太 |
| 第2話  | 害虫         | エクスタ                  | 雨宮慶太 藤平久子   | 雨宮慶太 |
| 第3話  | 温室         | サキュバス                | 藤平久子 田口恵     | 阿部満良 |
| 第4話  | 映画         | イルギシン                | 江良至 山口雄大     | 山口雄大 |
| 第5話  | 星図         | ステラス                  | 木田紀生            | 阿部満良 |
| 第6話  | 風鈴         | エゴサイレーン            | 梅田寿美子          | 山口雄大 |
| 第7話  | 神話         | グリムゾーラ ザジ         | 雨宮慶太 江良至     | 横山誠   |
| 第8話  | 家族         | デリィータス              | 藤平久子            | 阿部満良 |
| 第9話  | 飼育         | リザリー                  | 梅田寿美子 雨宮慶太 | 松田康洋 |
| 第10話 | 食卓         | グランダ                  | 田口恵              | 金田龍   |
| 第11話 | 漫画         | カリカジュアン            | 田口恵 河波佑介     | 下田章仁 |
| 第12話 | 言霊         | ヒナ                      | 雨宮慶太            | 雨宮慶太 |
| 第13話 | 凶獣         | バルグ                    | 田口恵              | 中川茂之 |
| 第14話 | 変身         | イドラ エイリス（種子）   | 梅田寿美子          | 雨宮慶太 |
| 第15話 | 紅茶         | 魔戒通信記者              | 田口恵              | 井野十兵 |
| 第16話 | 絶叫         | プロファンデス            | 藤平久子 雨宮慶太   | 梅津芳臣 |
| 第17話 | 少年         | ホラーの女                | 雨宮慶太 江良至     | 雨宮慶太 |
| 第18話 | 紅蓮         | ラテル                    | 江良至              | 大橋明   |
| 第19話 | 組曲         | アビスコア                | 梅田寿美子          | 金田龍   |
| 第20話 | 鉄人         | ドゥオクト                | 木田紀生 雨宮慶太   | 江良圭   |
| 第21話 | 残像         | ゴギート エイリス（種子） | 梅田寿美子          | 大橋明   |
| 第22話 | 番犬         | ジエンダ エイリス（種子） | 江良至 雨宮慶太     | 雨宮慶太 |
| 第23話 | 追想         | エイリス                  | 江良至 雨宮慶太     | 雨宮慶太 |
| 第24話 | 稀人         | エイリス                  | 雨宮慶太            | 雨宮慶太 |
| 第25話 | 天命         | エイリス                  | 雨宮慶太            | 雨宮慶太 |

平均視聴率 1.2%（視聴率は関東地区、ビデオリサーチ社調べ）

## 放送局
テレビ東京では、2014年4月5日に下記の特別番組を放送したため、同年4月7日（0:35 - 1:05）に第1話を放送した。そのため、他のTXN系列5局では第1話のみ先行放送となった。
| 放送地域       | 放送局           | 放送期間                 | 放送日時                     | 系列           | 備考                                                                                        |
| -------------- | ---------------- | ------------------------ | ---------------------------- | -------------- | ------------------------------------------------------------------------------------------- |
| 関東広域圏     | テレビ東京       | 2014年4月5日 - 9月27日   | 土曜 1:23 - 1:53（金曜深夜） | テレビ東京系列 | 基準局                                                                                      |
| 北海道         | テレビ北海道     | 2014年4月5日 - 9月27日   | 土曜 1:23 - 1:53（金曜深夜） | テレビ東京系列 | 同時ネット                                                                                  |
| 岡山県・香川県 | テレビせとうち   | 2014年4月5日 - 9月27日   | 土曜 1:53 - 2:23（金曜深夜） | テレビ東京系列 |                                                                                             |
| 愛知県         | テレビ愛知       | 2014年4月5日 - 9月27日   | 土曜 2:05 - 2:35（金曜深夜） | テレビ東京系列 |                                                                                             |
| 大阪府         | テレビ大阪       | 2014年4月5日 - 9月27日   | 土曜 2:10 - 2:40（金曜深夜） | テレビ東京系列 |                                                                                             |
| 福岡県         | TVQ九州放送      | 2014年4月6日 - 9月28日   | 日曜 3:30 - 4:00（土曜深夜） | テレビ東京系列 | 2014年5月4日は「世界卓球」中継の延長で休止。 5月11日（3:30 - 4:30）に第5話・第6話を連続放送 |
| 日本全域       | スターチャンネル | 2014年4月11日 - 10月3日  | 金曜 20:15 - 20:45           | BS放送         | 無料放送 EPG上では20:15 - 20:50 日曜 17:50 - 18:20にリピート放送                            |
| 福井県         | 福井テレビ       | 2014年4月18日 - 10月10日 | 金曜 1:10 - 1:40（木曜深夜） | フジテレビ系列 | 第1話は1:35 - 2:05に放送                                                                    |
| 日本全域       | ファミリー劇場   | 2014年4月18日 - 10月10日 | 金曜 23:00 - 23:40           | CSチャンネル   | ミニ番組『魔戒指南』とのパッケージ放送                                                      |
| 山形県         | テレビユー山形   | 2014年5月2日 -           | 金曜 1:33 - 2:03（木曜深夜） | TBS系列        |                                                                                             |
| 石川県         | テレビ金沢       | 2014年5月7日 -           | 水曜 2:08 - 2:38（火曜深夜） | 日本テレビ系列 |                                                                                             |

## 特別番組
『牙狼〈GARO〉 -魔戒ノ花- 新たなる伝説スペシャル』のタイトルで、放送開始前（一部の局では放送開始後）に放送された特別番組。作品の解説、スタッフやキャストへのインタビュー、アクションやVFXのメイキング映像などで構成されている。
放送開始後の放送分ではナレーションや途中の予告が異なるなど、放送開始前の放送分から一部変更した内容で放送された。
| 放送地域       | 放送局           | 放送期間      | 放送日時           | 系列           | 備考                                        |
| -------------- | ---------------- | ------------- | ------------------ | -------------- | ------------------------------------------- |
| 日本全域       | スターチャンネル | 2014年4月4日  | 金曜 20:15 - 20:45 | BS放送         | 無料放送 4月6日 20:30 - 21:00にリピート放送 |
| 関東広域圏     | テレビ東京       | 2014年4月4日  | 金曜 25:23 - 25:53 | テレビ東京系列 |                                             |
| 大阪府         | テレビ大阪       | 2014年4月15日 | 火曜 25:00 - 25:30 | テレビ東京系列 |                                             |
| 岡山県・香川県 | テレビせとうち   | 2014年4月17日 | 木曜 26:15 - 26:45 | テレビ東京系列 |                                             |
| 北海道         | テレビ北海道     | 2014年4月17日 | 木曜 26:35 - 27:05 | テレビ東京系列 |                                             |

## 漫画版
苺野しずくによる本作品のコミカライズ版。『コミックガム』にて2014年12月から連載中。ドラマ本編を踏襲しつつも、異なるシナリオで構成されている。

### 漫画版のホラー
ヴェンケイナ
第3話に登場。ナイフをゲートとして出現し、チンピラに憑依していたホラーで、正体は忍者を模したカラクリ人形のような姿。携えた巨大な刀と斧に加え、犠牲者から奪ったナイフを組み合わせて生成した巨大なチャクラムを武器とする。
自身を「最強」と自負し、他のチンピラを襲っては奪ったナイフを強さの証としてコレクションしていた。「鎧が無ければただの弱い人間」と魔戒騎士を莫迦にしたことで雷牙の怒りを買い、鎧無しの状態で圧倒された挙句止めの一撃のためだけに鎧を召還した彼に牙狼剣の一太刀で討伐される屈辱的な最期を迎えた。

### 書誌情報
1. 2016年2月25日発売[53] ISBN 978-4-8470-3970-6
2. 2016年6月25日発売[54] ISBN 978-4-8470-3979-9

## 関連商品

### DVD・Blu-ray
2014年、2015年にBlue-ray BOXとDVD BOXがポニーキャニオンから発売された。

### CD
「優しさの蕾」
2014年4月30日にランティスから発売された飛蘭のシングル。本作の前期エンディングテーマを収録。
「雷牙～Tusk of thunder～」
2014年8月6日にランティスから発売されたJAM Projectのシングル。後期オープニングテーマと後期エンディングテーマを収録。
「牙狼＜GARO＞黄金歌集　牙狼心」
2015年8月5日にランティスから発売された、牙狼シリーズのベストアルバム。他の作品の主題歌とともに、本作のオープニングテーマとエンディングテーマ全4曲が収録されている。

### フィギュア
本作で初登場した黄金騎士ガロ雷牙Ver.、幻影騎士クロウ、邪骨騎士ギル、光覚獣身ガロが商品化されている。

### プロップグッズ
本作で登場したクロウの魔導火のライターが商品化されている。

## パチンコ
2015年10月にサンセイR&Dから本作のタイアップ機であるパチンコ『CR牙狼 魔戒ノ花』が発売された。